# Procés de Galileo Galilei

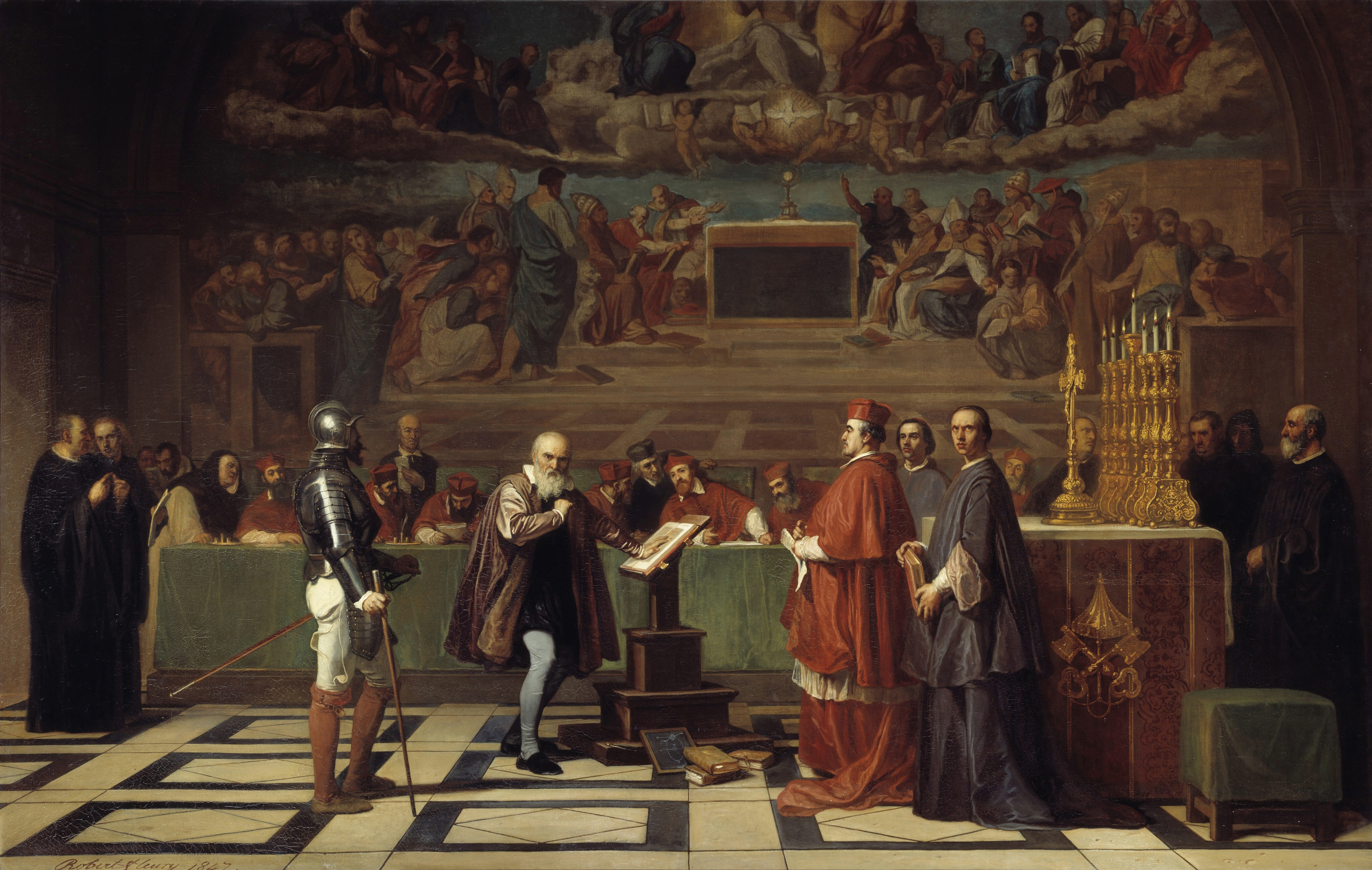
Galileu davant la Inquisició, quadre del per Joseph-Nicolas Robert-Fleury

El procés de Galileo Galilei fou una sèrie d'esdeveniments al voltant del 1610, que culminà amb el judici i condemna de Galileo Galilei per la Inquisició Catòlica Romana el 1633 per la seua defensa de l'heliocentrisme.
El 1610 Galileu publica Sidereus Nuncius (Missatger sideral), en què descriu les seues observacions sorprenents fetes amb el nou telescopi de les fases de Venus i de les llunes de Júpiter. Amb aquestes observacions divulga la teoria de l'heliocentrisme de Nicolau Copèrnic (publicada en De revolutionibus orbium coelestium el 1543). Els descobriments inicials de Galileu foren rebatuts per l'Església catòlica, i el 1616 la Inquisició va declarar l'heliocentrisme formalment herètic. Els llibres heliocèntrics foren prohibits i Galileu va rebre ordres d'abstenir-se de mantenir, ensenyar o defensar idees heliocèntriques.
Galileu va proposar una teoria de les marees el 1616 i dels cometes el 1619: argumentava que les marees eren evidències del moviment de la Terra. El 1632 Galileu, ja en edat avançada, publica el Diàleg sobre els dos principals sistemes del món, que implícitament defensava l'heliocentrisme, i es feu molt popular. Responent a una controvèrsia creixent sobre teologia, astronomia i filosofia, la Inquisició Romana va jutjar Galileu el 1633 i el va acusar de "sospitós d'heretgia", i el condemnà a presó indefinida. Galileu estigué en presó domiciliària fins a la seua mort, el 1642.

## Controvèrsies inicials

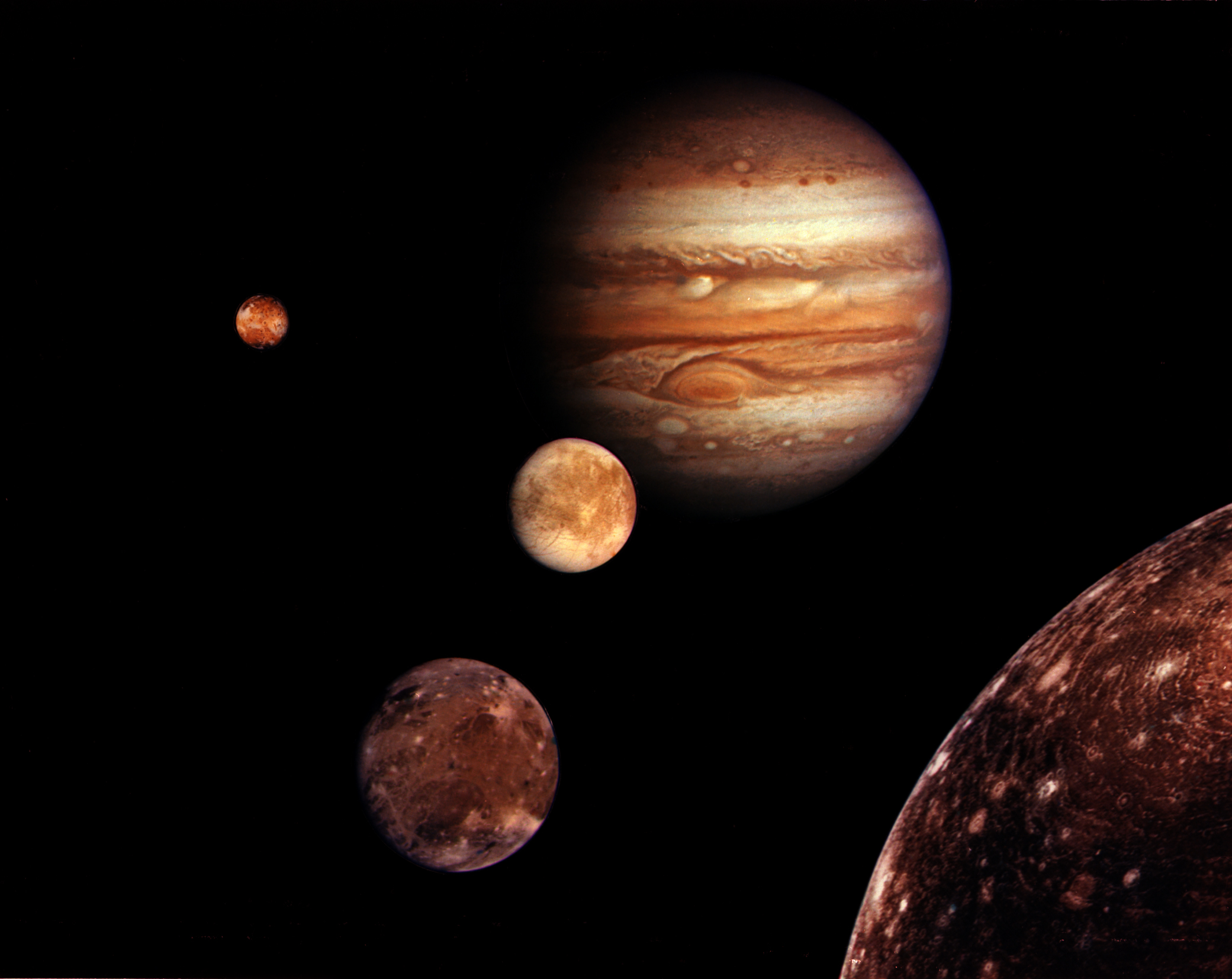
Les llunes de Júpiter, denominades de Galileu. Galileu veié aquestes llunes com un petit sistema copernicà dins el sistema solar i les emprà per a defensar l'heliocentrisme

Galileu comença les observacions telescòpiques a finals del 1609, i el març de 1610 va escriure un petit llibre, Missatger sideral (Sidereus Nuncius), en què descriu alguns dels seus descobriments: muntanyes a la Lluna, algunes llunes en l'òrbita de Júpiter, i la resolució del que es pensava que eren masses amb molts núvols al cel (nebuloses) en conjunts d'estreles també difuses que es podien veure individualment sense telescopi. Altres observacions incloïen les fases de Venus i l'existència de taques solars.
Les contribucions de Galileu crearen dificultats a teòlegs i filòsofs naturals de l'època, perquè contradeien idees científiques i filosòfiques basades en Aristòtil i Ptolemeu i molt associades a l'Església catòlica. En concret, les observacions de Galileu de les fases de Venus, que la mostraven circumdant el Sol, i l'observació de les llunes en l'òrbita de Júpiter, contradeien el model geocèntric de Ptolemeu, recolzat per l'Església catòlica romana.
Alguns astrònoms jesuïtes, especialistes en ensenyament eclesiàstic, ciència i filosofia natural, foren primerament escèptics i hostils a les noves idees; després d'un any o dos, però, la disponibilitat de bons telescopis els permeté repetir les observacions. El 1611 Galileu visità el Collegium Romanum de Roma, on els astrònoms jesuïtes havien repetit les seues observacions. Christoph Grienberger, un estudiós jesuïta, simpatitzà amb les teories de Galileu, però fou obligat a defensar el punt de vista aristotèlic per Claudio Acquaviva, el pare general dels jesuïtes. No totes les al·legacions de Galileu foren totalment acceptades: Christopher Clavius, l'astrònom més distingit de l'època, no acceptà fins poc abans de morir la idea de les muntanyes de la Lluna, i fora del col·legi molts encara disputaven la realitat de les observacions. En una carta a Johannes Kepler d'agost de 1610, Galileu es plany que alguns dels filòsofs que s'oposaven als seus descobriments van rebutjar fins mirar per un telescopi:
 "Benvolgut Kepler, desitge que puguem riure de l'estupidesa notable del ramat comú. ¿Què penseu dels principals filòsofs d'aquesta acadèmia, plens de la tossuderia d'un escurçó, que no volen veure els planetes, la lluna o el telescopi, malgrat haver-los-en oferit lliurement i deliberada l'oportunitat mil voltes? Vertaderament, així com l'escurçó tanca les oïdes, aquells filòsofs tanquen els ulls a la llum de la veritat.

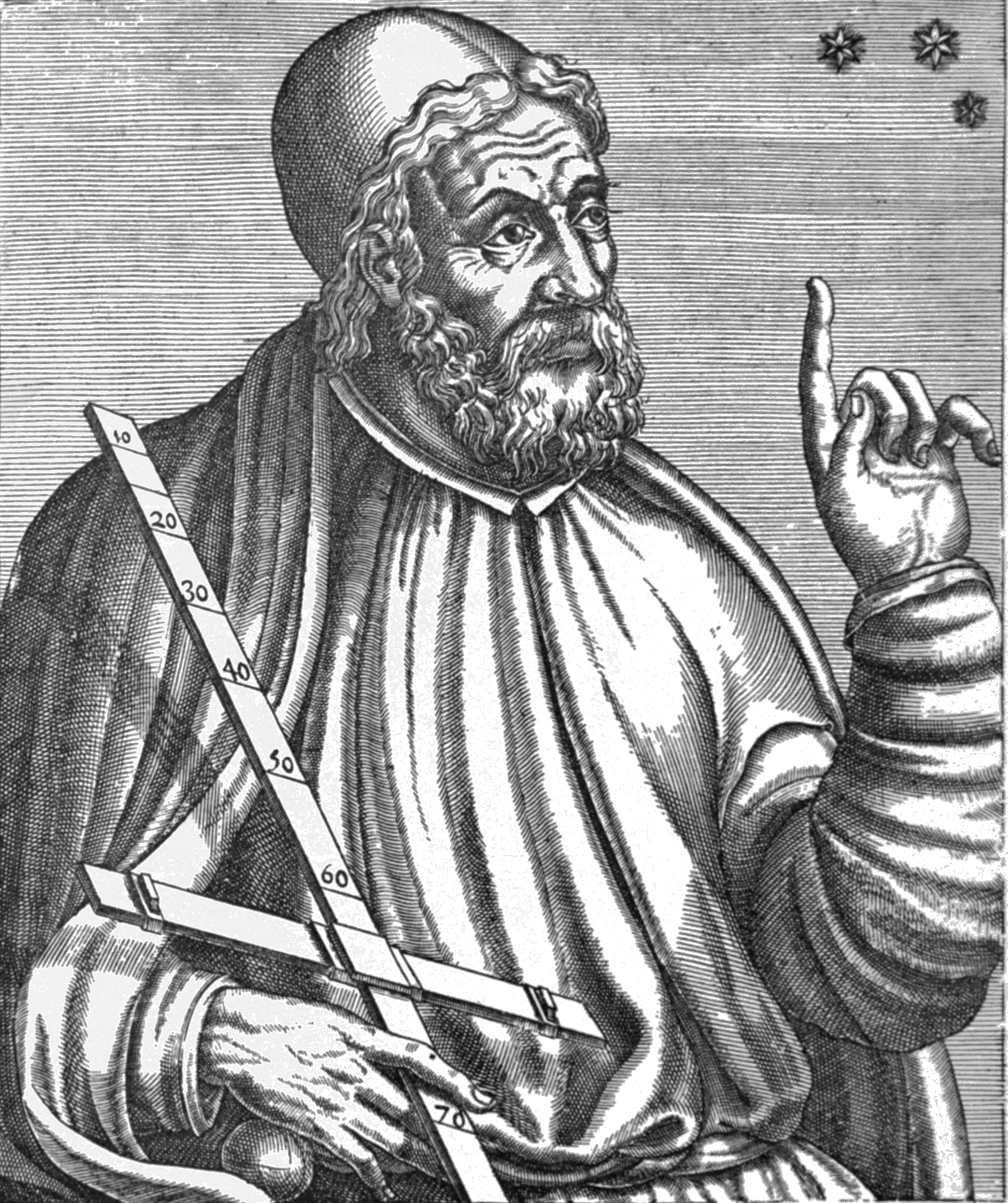
Ptolemeu (90–168 ae): el seu sistema geocèntric fou adoptat per l'Església catòlica, i suplantat pel treball de Nicolau Copèrnic i Galileu als segles XVI i XVII

Els geocentristes que acceptaren els descobriments de Galileu tenien una alternativa al model de Ptolemeu en un model geocèntric (o "geoheliocèntric") alternatiu proposat algunes dècades abans per Tycho Brahe -un model en el qual, per exemple, Venus circumda el sol. Brahe argumentava que la distància per a les estreles en el sistema copernicà hauria de ser 700 vegades major que la distància del Sol a Saturn. A més a més, l'única manera que les estreles siguen tan distants i apareguen amb les grandàries que tenen al cel seria si les estreles comunes fossen gegants, almenys tan grans pel que fa a l'òrbita de la Terra i, òbviament, molt majors que el Sol.
Galileu entrà en una disputa sobre la prioritat en el descobriment de taques solars amb Christoph Scheiner, un jesuïta. Això esdevingué una amarga disputa al llarg de la seua vida. Cap d'ells, però, no fou el primer a reconéixer taques solars: els xinesos hi estaven familiaritzats de feia segles.
En aquesta època Galileu també debaté sobre els motius pels quals els objectes suren o s'enfonsen a l'aigua, acompanyant Arquimedes contra Aristòtil. Durant aquesta controvèrsia un dels amics de Galileu, el pintor Cigoli, l'informà que un grup d'opositors maliciosos, que Cigoli després anomenaria "la Lliga dels Coloms", estava planejant causar-li problemes sobre el moviment de la Terra, o qualsevol altra cosa que els servís. Segons Cigoli, un dels conspiradors va demanar a un sacerdot que denunciàs els punts de vista de Galileu al púlpit, però aquest ho va rebutjar. Tres anys després, un altre sacerdot, Tommaso Caccini, va fer precisament això.

## Argument de la Bíblia
Al món catòlic abans del conflicte de Galileu amb l'Església, la majoria de les persones cultes admetia la visió geocèntrica aristotèlica que la Terra era el centre de l'univers i que tots els cossos celestes giraven entorn de la Terra, tot i que les teories de Copèrnic s'empraren per a reformar el calendari el 1582.

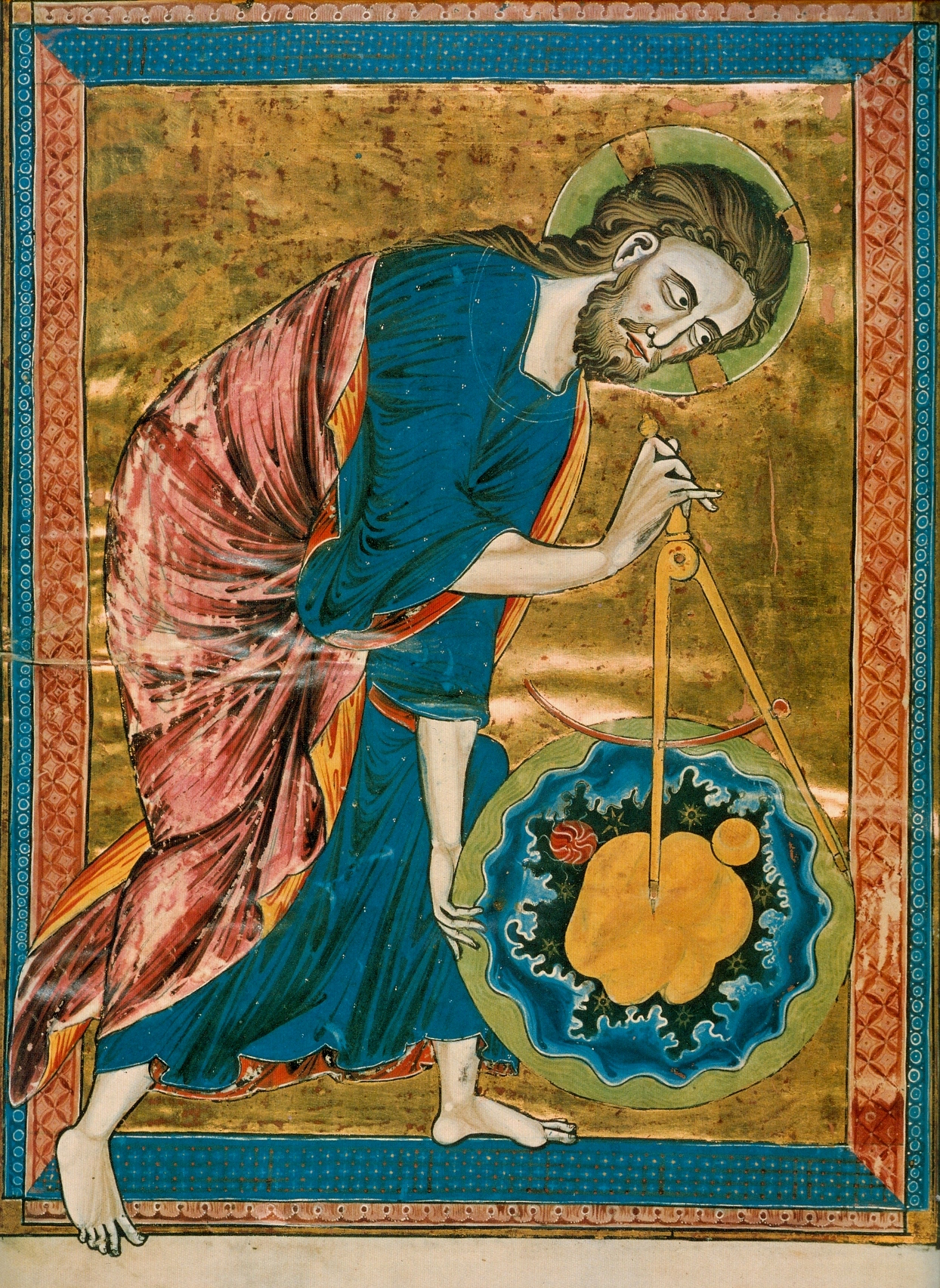
Pintura cristiana de Déu creant el cosmos (Bíblia Moralisee, francés, s. XIII)

El geoestatisme concordava amb una interpretació literal de les Escriptures, com ara: 1Chronicles 16:30, Psalm 93:1, Psalm 96:10, Psalm 104:5, Ecclesiastes 1:5, etc.
Un dels primers suggeriments d'heretgia amb què Galileu s'enfrontà fou el 1613 pel professor de filosofia, poeta i especialista en literatura grega, Cosimo Boscaglia. Conversant amb el patró de Galileu, Cosme II de Mèdici i sa mare Cristina de Lorena, Boscaglia digué que els descobriments telescòpics eren vàlids, però que el moviment de la Terra era òbviament contrari a les Escriptures.
Galileu va ser defensat pel seu antic alumne Benedetto Castelli, llavors professor de matemàtica i abat benedictí. La conversa fou relatada a Galileu per Castelli, i Galileu va decidir escriure una carta a Castelli, exposant-hi les seues opinions sobre el que considerava la manera més adequada de tractar passatges bíblics que feien afirmacions sobre fenòmens naturals. El 1615, l'eixamplà en la seua Carta a la Gran Duquessa Cristina. Tommaso Caccini, un frare dominic, sembla haver fet el primer atac perillós contra Galileu. Predicant un sermó a Florència a la fi del 1614, denuncià a Galileu, als seus ajudants i matemàtics en general (una categoria que incloïa astrònoms). El text bíblic per al sermó d'aquell dia va ser Josué 10, en què Josué fa que el Sol es deture.

## Primeres reunions amb autoritats teològiques
A la fi del 1614 o primeria del 1615, un dels companys dominics de Caccini, Niccolò Lorini, adquirí una còpia de la carta de Galileu a Castelli. Lorini i altres dominics del Convent de San Marco van considerar la carta d'ortodòxia dubtosa, en part perquè podia violar els decrets del Concili de Trento.

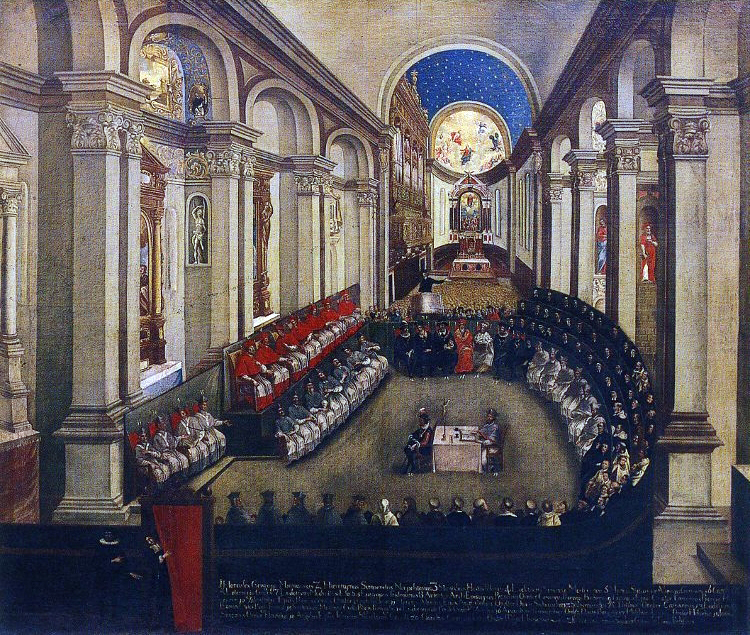
El Concili de Trento (1545–63) assegut a la Basílica de Santa Maria Major. La Inquisició Romana sospitava que Galileu violava els decrets del concili. Museu Diocesà Tridentí, Trento

Lorini i els seus companys dugueren la carta de Galileu a l'atenció de la Inquisició. El 16 de febrer del 1615 Lorini n'envia còpia al secretari de la Inquisició, el cardenal Paolo Emilio Sfondrati, amb una carta de presentació crítica dels seguidors de Galileu.
El 19 de març Caccini arriba a les oficines de la Inquisició a Roma per denunciar Galileu pel seu copernicanisme i diverses altres heretgies suposadament difoses pels seus pupils.
Galileu va sentir comentaris que Lorini havia obtingut una còpia de la seua carta a Castelli, i que deia que en contenia moltes heretgies; també va sentir que Caccini havia anat a Roma segurament per provocar problemes amb la còpia de la carta. Galileu decidí anar Roma així que la salut li ho permetés, i hi anà a finals l'any.
En anar a Roma Galileu actuava contra el consell d'amics i aliats, i de l'ambaixador de la Toscana a Roma, Piero Guicciardini.

## Visió de Belarmino

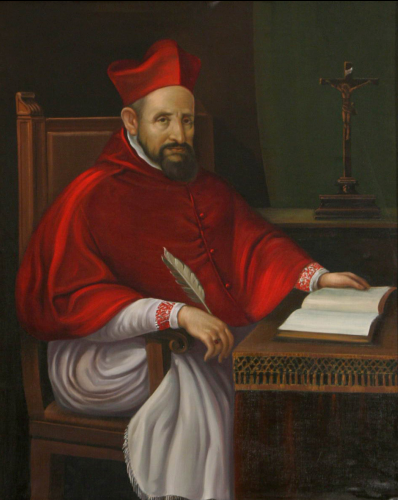
El cardenal Roberto Belarmino (1542–1621), que deliberà sobre els escrits de Galileu al 1615-1616, i li ordenà que s'abstingués de realitzar el copernicanisme

El cardenal Roberto Belarmino, un dels més respectats teòlegs catòlics de l'època, fou convocat per jutjar la disputa entre Galileu i els seus opositors. La qüestió de l'heliocentrisme l'havia plantejada el cardenal Belarmino, en el cas de Paolo Antonio Foscarini, un pare carmelita; Foscarini publicà un llibre, Lettera ... sopra l'opinione ... de Copernico, que intentava conciliar Copèrnic amb els passatges bíblics en contradicció. Belarmino expressà en un principi l'opinió de no prohibir el llibre de Copèrnic, però, exigint una edició que presentàs la teoria només com un dispositiu de càlcul per "salvar les aparences" (és a dir, preservar l'evidència observable).
Foscarini envià una còpia del seu llibre a Belarmino, que va respondre-li en una carta del 12 d'abril del 1615, Belarmino comença dient a Foscarini que és prudent per a ell i Galileu que es limiten a tractar l'heliocentrisme com un fenomen hipotètic i no físicament real. Va admetre que, si n'hi hagués proves conclusives, "llavors, caldria tenir una gran cura a explicar les Escriptures que hi semblen contràries i dir que no les entenem, i per això el que és demostrat és fals".
Si l'heliocentrisme podia ser demostrat mitjançant proves científiques actuals, situava a Galileu en una posició difícil, perquè ell creia que l'evidència disponible afavoria fortament l'heliocentrisme, i volia publicar els seus arguments.

## Francesco Ingoli
A més de Belarmino, monsenyor Francesco Ingoli inicià un debat amb Galileu, enviant-li a gener del 1616 un assaig atacant el sistema copernicà. Galileu afirmà més tard que creia que aquest assaig havia estat fonamental en l'acció contra el copernicanisme que es produí a febrer. Segons Maurice Finocchiaro, Ingoli probablement fou contractat per la Inquisició per escriure una opinió especialitzada sobre la controvèrsia, i l'assaig proporcionà la "principal base directa" per a la prohibició. L'assaig se centrà en divuit arguments físics i matemàtics contra l'heliocentrisme. Emprà principalment els arguments de Tycho Brahe, i esmentà de manera notable l'argument de Brahe segons el qual l'heliocentrisme exigia que les estreles fossen molt majors del que el sol. Ingoli va escriure que la gran distància de les estreles en la teoria heliocèntrica "prova clarament ... les estreles fixes són de tal grandària, que poden superar o igualar la grandària del cercle de l'òrbita de la mateixa Terra". Ingoli inclogué quatre arguments teològics en l'assaig, però suggerí a Galileu que es concentrés en els arguments físics i matemàtics. Galileu no respongué a Ingoli fins al 1624, en què, entre altres arguments i proves, llista resultats d'experiments, com deixar anar una pedra del pal d'un vaixell en moviment.

## Inquisició i primer judici, 1616

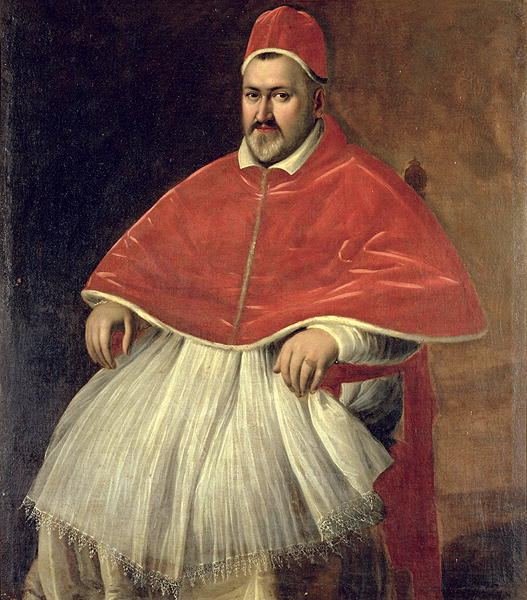
Pau V (1552-1621), que ordenà que el judici del 1616 de la Inquisició es lliure a Galileu pel cardenal Belarmino

### Deliberació
El 19 de febrer de 1616 la Inquisició va preguntar a la comissió de teòlegs, coneguts com a qualificadors, sobre les proposicions de la visió heliocèntrica de l'univers. Els historiadors del procés de Galileu aporten relats diferents de per què l'assumpte fou adreçat als qualificadors en aquest moment. Beretta ressalta que la Inquisició prengué testimoni de Gianozzi Attavanti a novembre del 1615, com a investigació sobre les denúncies contra Galileu de Lorini i Caccini. En aquest testimoniatge Attavanti confirma que Galileu havia defensat les doctrines copernicanes d'un Sol estacionari i una Terra mòbil i, per això, el Tribunal de la Inquisició hauria de determinar l'estatus teològic d'aquestes doctrines. És possible, però, com afirmà l'ambaixador de la Toscana, Piero Guiccardini, en una carta al Gran duc, que la referència real pot haver estat precipitada per la campanya agressiva de Galileu per evitar la condemna del copernicanisme.

### Judici
El 24 de febrer els qualificadors lliuren un informe unànime: la proposició que el Sol està parat al centre de l'univers és "boja i absurda en filosofia, i formalment herètica, perquè contradiu en molts llocs el sentit de la Sagrada Escriptura"; la proposició que la Terra es mou i no és al centre de l'univers "rep el mateix judici en filosofia, i ...en relació amb la veritat teològica és almenys errònia en la fe". El document original de l'informe fou àmpliament disponible el 2014.
En una trobada dels cardenals de la Inquisició l'endemà, el papa Pau V instruí Belarmino perquè lliuràs aquest resultat a Galileu i que ell abandonàs les opinions copernicanes; si Galileu es resistís al decret, s'hi prendrien mesures més fortes. El 26 de febrer Galileu fou cridat a la residència de Belarmino i li fou ordenat:
 
abstenir-se completament d'ensenyar o defensar aquesta doctrina i opinió, o de discutir ... abandonar completament ... l'opinió que el Sol és al centre del món i la Terra es mou, i en endavant no mantenir, ensenyar o defensar-ho de qualsevol manera, sia oralment o per escrit.
The Inquisition's injunction against Galileo, 1616.

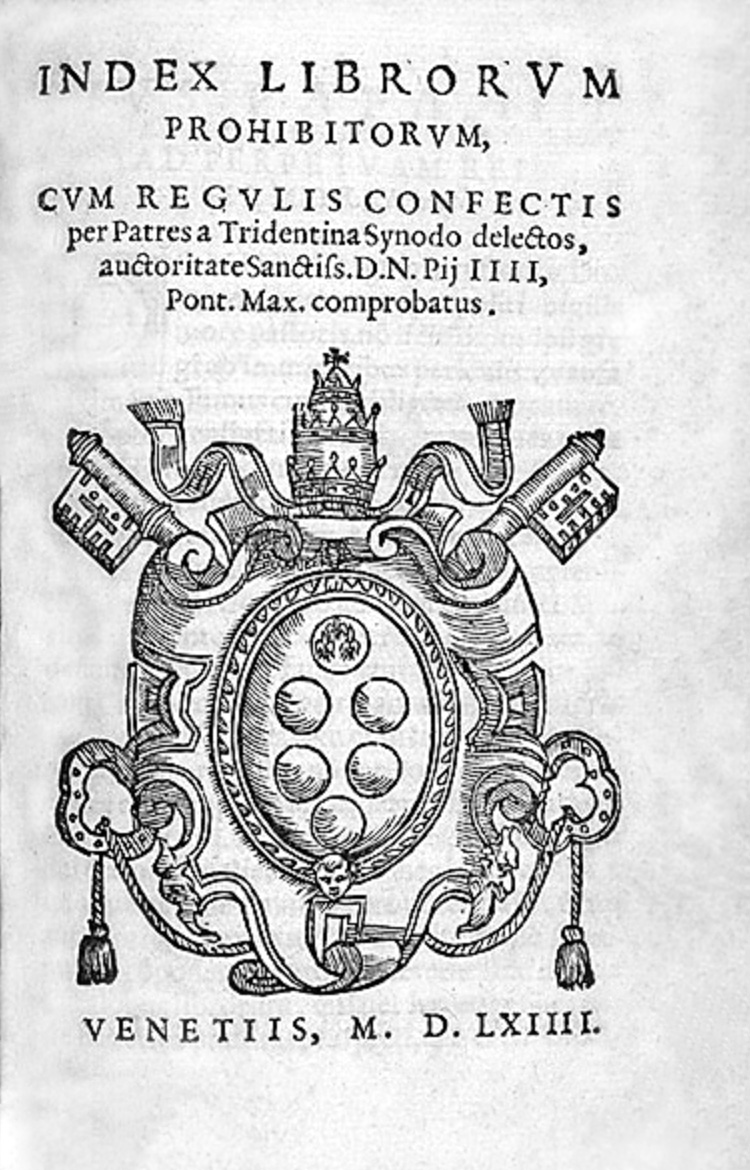
Index Librorum Prohibitorum, llista de llibres prohibits per l'Església catòlica. Seguint el judici de la Inquisició del 1616, les obres de Copèrnic, Galileu, Kepler i altres defensors de l'heliocentrisme foren prohibides

Sense alternativa, Galileu accepta les ordres, encara més severes de les recomanades pel papa. Galileu es trobà novament amb Belarmino, aparentment en termes amistosos; i l'11 de març es va trobar amb el papa, que li assegurà estar lliure de persecució mentre ell, el papa, estigués viu. Els amics de Galileu, però, Giovanni Francesco Sagredo i Castelli, digueren que corria la brama que Galileu havia estat forçat a retratar-s'hi i fer penitència. Per protegir el seu bon nom, Galileu sol·licità una carta de Belarmino esclarint la veritat de l'afer. Aquesta carta tingué gran importància el 1633, així com la qüestió de si havien ordenat a Galileu no "mantenir o defensar" les idees copernicanes (cosa que hauria permés el seu tractament hipotètic) o no ensenyar-les de cap manera. Si la Inquisició hagués emés l'ordre de no ensenyar l'heliocentrisme, hauria ignorat la posició de Belarmino.
A la fi, Galileu no persuadiu l'Església que romangués fora de la controvèrsia, sinó que va veure l'heliocentrisme declarat formalment fals. Així doncs, fou categoritzat com a herètic pels qualificadors, perquè contradeia el significat literal de les Escriptures, tot i que aquesta posició no fos vinculadora per a l'Església.

### Llibres copernicans prohibits
Seguint la injunció de la Inquisició contra Galileu, el mestre del Sacre Palau Apostòlic va ordenar que la Carta de Foscarini fos prohibida, i el De revolutionibus de Copèrnic suspés fins a ser censurat. La congregació papal de l'Índex preferí una prohibició més rigorosa, i així, amb l'aprovació del papa, el 5 de març la congregació prohibeix tots els llibres que defensaven el sistema copernicà, "la falsa doctrina pitagòrica, en tot contrària a la Sagrada Escriptura".
Francesco Ingoli, consultor inquisidor, va recomanar que el De revolutionibus fos manipulat i no prohibit, per la seua utilitat per al calendari. El 1618 la congregació de l'Índex n'accepta la recomanació i publica la decisió dos anys després, permetent que una versió censurada del llibre de Copèrnic fos usada. El De revolutionibus no censurat va romandre en l'Índex fins a 1758.
Les obres de Galileu que defensen el copernicanisme foren prohibides i la sentència li va prohibir "ensenyar, defensar ... o discutir" el copernicanisme. A Alemanya les obres de Kepler també foren prohibides per l'ordre papal.

## Diàleg

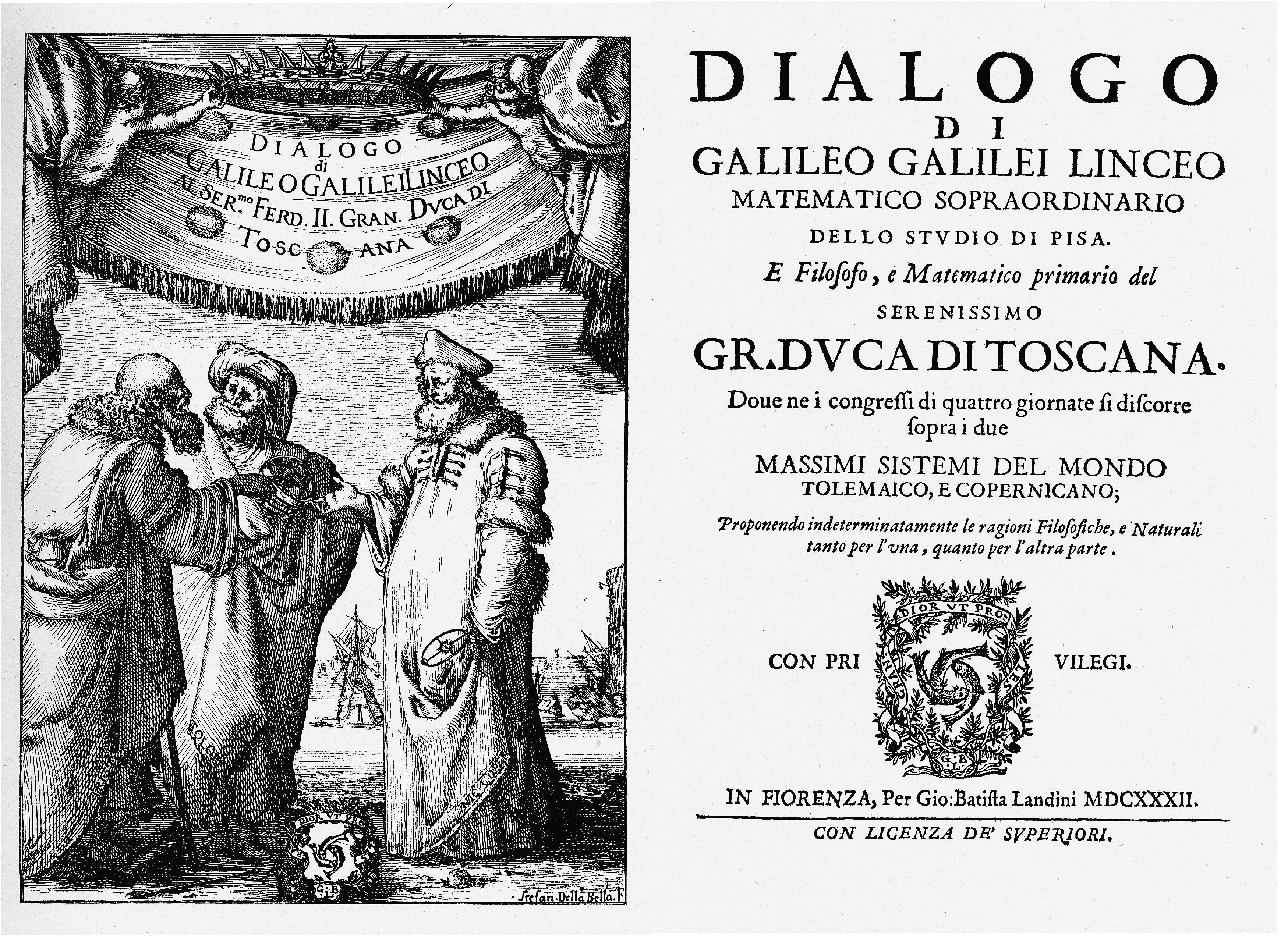
Frontispici i pàgina de títol del Diàleg sobre els dos principals sistemes del món de Galileu, en què defensa l'heliocentrisme

El 1623 el Gregori XV mor i el succeeix Urbà VIII, que va mostrar més favor a Galileu, particularment després que viatjàs a Roma a felicitar el nou pontífex.
El Diàleg sobre els dos principals sistemes del món de Galileu, publicat el 1632 amb molt d'èxit, són converses entre un científic copernicà, Salviati, un estudiós imparcial, Sagredo, i un aristotèlic anomenat Simplicio, que empra arguments conservadors a favor de la geocentricitat, i apareix com un idiota inepte. Els arguments de Simplicio són sistemàticament refutats i ridicularitzats pels altres dos personatges, amb el que Youngson anomena "prova irrefutable" de la teoria copernicana (almenys en relació amb la teoria de Ptolemeu; com afirma Finocchiaro, "els sistemes copernicà i ticònic eren observacionalment equivalents i l'evidència disponible podria ser explicada igualment bé per ambdós") i això redueix Simplicio a la ràbia desconcertada i fa la posició de l'autor inequívoca. Tot i que Galileu declare en el prefaci que el personatge tinga el nom d'un famós filòsof aristotèlic, Simplici de Cilícia, el nom "Simplicio" en italià també té la connotació de 'ximplot'. Encara que els autors Langford i Stillman Drake afirmen que Simplicio seguia els filòsofs Lodovico delle Colombe i Cesare Cremonini, la demanda del papa Urbà que els seus arguments s'incloguessen en el llibre feu que Galileu els posàs en boca de Simplicio. Mesos després de publicat el llibre, el Urbà VIII va prohibir-ne la venda i va fer sotmetre el text a examen d'una comissió especial.

## Procés i segon judici, 1633

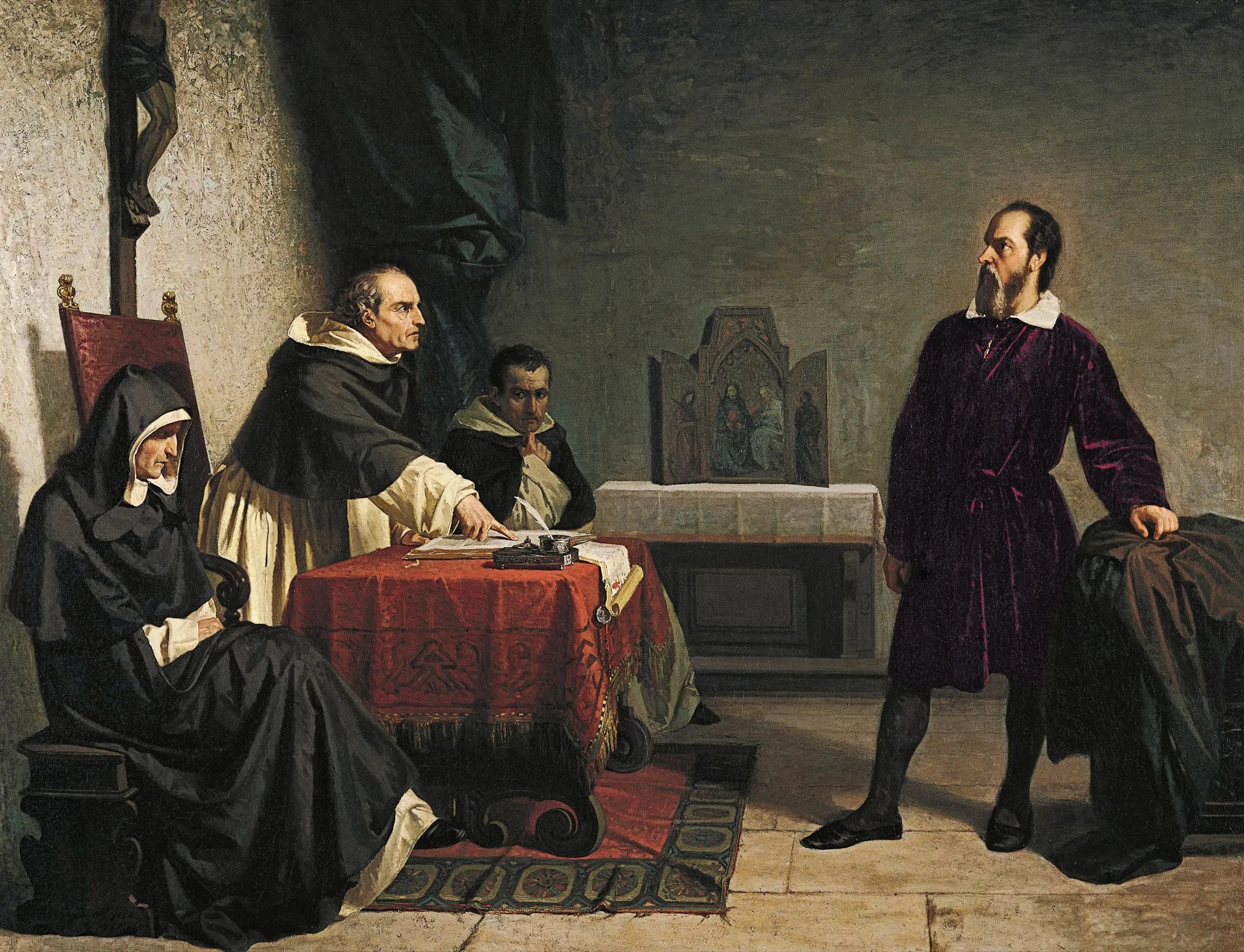
Galileu davant la Inquisició romana per Cristiano Banti (1857)

Amb la pèrdua de molts defensors a Roma a causa del Diàleg sobre els dos principals sistemes del món, Galileu fou condemnat a ser jutjat per sospita d'heretgia el 1633, "per tenir com a veritat la falsa doctrina ensenyada per alguns que el Sol és el centre del món", contra la condemna de 1616, ja que "fou decidit en la Santa Congregació […] el 25 de febrer de 1616 que […] el Sant Ofici li donaria oportunitat per abandonar aquesta doctrina, no per a ensenyar-la als altres, no per a defensar-la i no per a tractar-ne, i que, si vós no hi concordeu, haureu de ser arrestat".
Galileu fou interrogat i amenaçat amb tortura física. Un grup de teòlegs, compost per Melchior Inchofer, Agostino Oreggi e Zaccaria Pasqualigo, informà sobre o Diàleg.
Galileu va ser considerat culpable de copernicanisme, i la sentència de la Inquisició, emesa el 22 de juny de 1633, s'expressà en tres parts:
- Galileu fou trobat "vehementment sospitós d'heretgia", o siga, d'haver mantingut les opinions que el Sol està immòbil al centre de l'univers, que la Terra no n'és el centre i es mou, i que algú pot mantenir i defensar una opinió com a probable després d'haver estat declarat contrària a la Sagrada Escriptura. Ell fou obligat a "abjurar, corregir i detestar" aquestes opinions.[45]
- Va ser sentenciat a presó formal per disposició de la Inquisició.[46] L'endemà fou commutat per presó domiciliària, on romangué la resta de la seua vida.
- El seu Diàleg fou prohibit; i en una acció no anunciada en el judici, la publicació de qualsevol de les seues obres va ser prohibida, inclusivament qualsevol que pogués escriure en el futur.

Segons la llegenda popular, després d'abjurar, Galileu va mormolar la frase rebel "i, tanmateix, es mou" (Eppur si muove); no hi ha, però, proves que realment ho digués. El primer relat de la llegenda data d'un segle després de la seua mort. La frase "Eppur si muove" apareix, no obstant això, en una pintura de la dècada del 1640 pel pintor Bartolomé Esteban Murillo o un artista de la seua escola. La pintura retrata Galileu arrestat aparentment apuntant cap a una còpia de la frase escrita al mur de la seua masmorra.

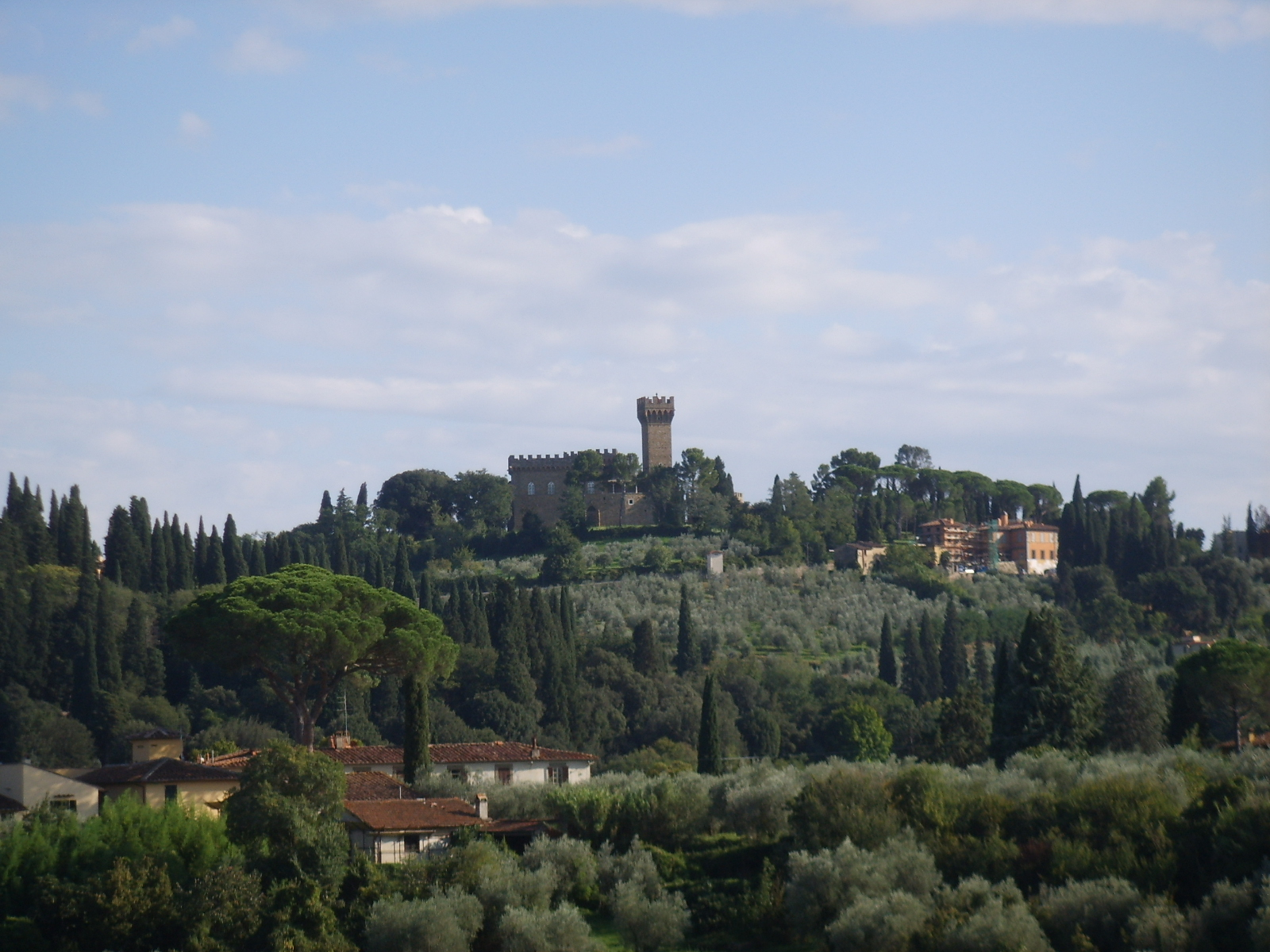
Vista de l'àrea d'Arcetri als pujols de Florència, on Galileu visqué a partir del 1634 en presó domiciliària

Després d'un període amb l'amistós arquebisbe Ascanio Piccolomini a Siena, Galileu és autoritzat a retornar a la seva vil·la d'Arcetri, prop de Florència, on va passar la resta de la vida en presó domiciliària. Va continuar el seu treball en mecànica, i el 1638 publica un llibre científic a Holanda. La seua posició romandria qüestionada a cada moment. El març del 1641 Vincentio Reinieri, un seguidor i pupil de Galileu, li escriu a Arcetri que un inquisidor havia obligat a l'autor d'un llibre imprés a Florència a canviar les paraules "Galileu més distingit" per "Galileu, home de notable nom".
Com a homenatge a Galileu, a Arcetri es formà la primera acadèmia dedicada a la nova ciència experimental, Accademia del Cimento, on Francesco Redi feu experiències controlades i molts altres avanços importants s'hi realitzaren, cosa que ajudaria a inaugurar la Il·lustració.

## Historiografia
Hi ha alguna evidència que alguns enemics de Galileu persuadiren Urbà que Simplicio pretenia ser una caricatura d'ell. Els historiadors moderns ho han descartat com a molt improbable.
Dava Sobel argumenta que durant aquest període Urbà havia caigut sota la influència d'intrigues judicials i problemes d'estat. La seua amistat amb Galileu començà a ocupar un segon lloc en els seus sentiments de persecució i por per la seua pròpia vida. El problema de Galileu li'l presentaren inquisidors i enemics de Galileu, seguint les reivindicacions d'un cardenal espanyol. Aquesta situació no era bon presagi per a la defensa de Galileu i del seu llibre.
Alguns autors argumentaren que l'Església catòlica, en comptes de Galileu, estava científicament justificada en la disputa sobre la localització i rotació del Sol i de la Terra, amb el coneixement disponible del moment. En relació amb la carta de Belarmino a Foscarini, el físic Pierre Duhem "suggereix que, si més no en un aspecte, Belarmino es mostra com un científic millor que Galileu, perquè no permet la possibilitat d'una "prova rigorosa del moviment de la Terra", amb base que una teoria astronòmica només "salva les aparences" sense necessàriament revelar el que realment esdevé".
En el seu llibre de 1998, Scientific Blunders, Robert Youngson indica que Galileu lluità dos anys contra el censor eclesiàstic per publicar un llibre promovent l'heliocentrisme. Afirma que el llibre passà només per la possible ociositat o descuit del censor, que va acabar dimitit. Jerome K. Langford i Raymond J. Seeger afirmen que el papa Urbà i la Inquisició van donar permís formal per publicar el Diàleg sobre els dos principals sistemes del món, ptolemaic i copernicà. Afirmen que Urbà va preguntar personalment a Galileu arguments a favor i contra l'heliocentrisme en el llibre, per incloure arguments d'Urbà i que Galileu no defensàs l'heliocentrisme.
Alguns historiadors matisen l'enfrontament de Galileu no sols amb l'Església, sinó també amb la filosofia aristotèlica, sia secular o religiosa.

### Teoria de Redondi
Segons una controvertida teoria alternativa proposta per Pietro Redondi el 1983, el principal motiu de la condemna de Galileu el 1633 fou el seu atac a la doctrina aristotèlica de la matèria en comptes de la seua defensa del copernicanisme. Una denúncia anònima, anomenada "G3", descoberta per Redondi als arxius del Vaticà, argumenta que l'atomisme defensat per Galileu al seu treball anterior, Il Saggiatore, del 1623, era incompatible amb la doctrina de la transubstanciació de l'eucaristia. En l'època la investigació d'aquesta queixa fou aparentment confiada a Giovanni di Guevara, que estava ben disposat en relació amb Galileu, i que lliurà Il Saggiatore de qualsevol taca de no ortodòxia. Un atac semblant contra Il Saggiatore per motius doctrinals prové del jesuïta Orazio Grassi el 1626 sota el pseudònim de "Sarsi". D'acord amb Redondi:
- Els jesuïtes, que ja havien relacionat Il Saggiatore amb idees atomistes herètiques, consideraven les idees sobre la matèria de Galileu en els Diàlegs com evidència que el seu atomisme era herèticament inconsistent amb la doctrina de l'eucaristia i van protestar per aquests motius;[59]
- El papa Urbà VIII, que havia estat atacat pels cardenals espanyols per ser molt tolerant amb els heretges, i que també encoratjava Galileu a publicar els Diàlegs, hauria estat compromés si els seus enemics entre els cardenals inquisidors rebessin una obertura per comentar el seu suport d'una publicació que contenia heretgies eucarístiques;
- Urbà, després de prohibir la venda del llibre, establí una comissió per examinar els Diàlegs, amb l'objectiu de determinar si seria possible evitar l'afer a la Inquisició i, com un favor especial al patró de Galileu, el Gran duc de la Toscana. El propòsit real d'Urbà, però, era evitar que les acusacions d'heretgia eucarística es referissen a la Inquisició i va arreglar la comissió amb comissaris amics que podrien ser invocats per no esmentar-ho en l'informe. La comissió va reportar contra Galileu.(45)

El suggeriment de Redondi sobre els motius ocults del judici del 1633 ha estat criticat, i principalment rebutjat, per altres estudiosos de Galileu. No obstant això, el recolzà el romancista i científic Michael White.

### Punts de vista de l'Església catòlica
El 1758 l'Església catòlica retira la prohibició general dels llibres que defensaven l'heliocentrisme de l'Index Librorum Prohibitorum. No va resoldre, però, les decisions emeses per la Inquisició en el seu judici del 1633 contra Galileu, ni aixecà la prohibició de versions no censurades del De Revolutionibus de Copèrnic o del Diàleg de Galileu. La qüestió arriba a l'auge el 1820, quan el mestre del Palau Sagrat (el principal censor de l'Església), Filippo Anfossi, rebutja llicenciar un llibre d'un canonge catòlic, Giuseppe Settele, perquè tractava obertament l'heliocentrisme com a fet físic. Settele apel·la a Pius VII. Després que l'afer es reconsidera per la congregació de l'Índex i per la Inquisició, la decisió d'Anfossi és revocada.(73) El De Revolutionibus de Copèrnic i el Diàleg de Galileu foren omesos en l'edició de l'Índex del 1835.
La Pontifícia Comissió d'Estudis Interdisciplinars constituïda el 1981 per estudiar el cas de Galileu no va aconseguir cap resultat definitiu.
En 15 de febrer del 1990, en un discurs pronunciat a la Universitat de Roma "La Sapienza" a Roma, el cardenal Ratzinger, futur Benet XVI, cità algunes opinions sobre el cas Galileu com formant el que anomenà "un cas simptomàtic que il·lustra l'extensió que els dubtes de la modernitat s'acreixen hui en ciència i tecnologia". Hi presentà els punts de vista d'alguns filòsofs com ara Ernst Bloch i Carl Friedrich von Weizsäcker, així com Paul Feyerabend.
El 1992 l'Església catòlica pretén vindicar Galileu:
| «                                                                            | "Gràcies a la seua intuïció com a físic brillant, i en confiar en diferents arguments, Galileu, que pràcticament inventà el mètode experimental, entengué per què el Sol podia funcionar com el centre del món, com era llavors conegut, és a dir, com un sistema planetari. L'error dels teòlegs de l'època, quan mantenien la centralitat de la Terra, era pensar que la nostra comprensió de l'estructura del món físic era, d'alguna forma, imposta pel sentit literal de la Sagrada Escriptura ..." | » |
| — Papa Joan Pau II, L'Osservatore Romano N. 44 (1264), 4 de novembre de 1992 | |   |

El gener del 2008 alguns estudiants i professors protestaren contra la visita planejada de Benet XVI a la Universitat de Roma "La Sapienza", afirmant en una carta que les opinions del papa sobre Galileu "els havien ofés i humiliat com a científics lleials a la raó i com a professors que dediquen la seua vida a l'avanç i divulgació del coneixement". En resposta el papa va cancel·lar la visita. El text complet del discurs que s'hauria fet es donà a conéixer dies després. El rector de La Sapienza, Renato Guarini, i l'ex-primer-ministre italià Romà Prodi s'oposaren a la protesta i van donar suport al dret del papa a parlar. També van ser notables les contradeclaracions públiques dels professors de La Sapienza Giorgio Israel i Bruno Dalla Piccola.